# الحياة (لوحة)
الحياة هي لوحة زيتية للفنان الإسباني بابلو بيكاسو رسمها في 1903، اللوحة حالياً معروضة في متحف كليفلاند للفنون.